# Pratt & Whitney R-4360

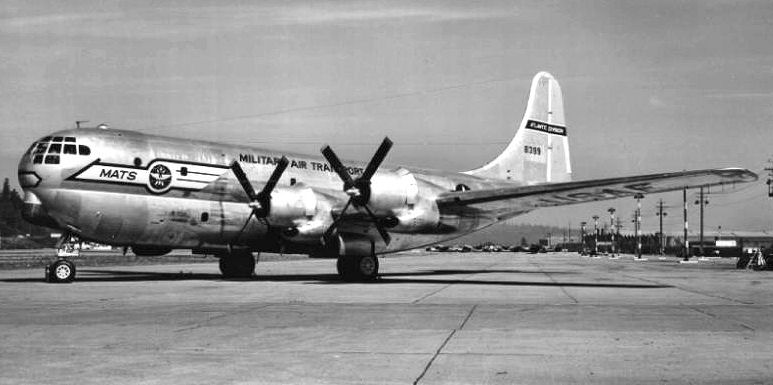
Boeing C-97A, angetrieben von vier Pratt&Whitney R-4360-65

Der US-amerikanische Pratt & Whitney R-4360 Wasp Major ist einer der größten Flugzeug-Sternmotoren, die während des Zweiten Weltkrieges entwickelt und gebaut wurden. Sein Hubraum beträgt 71,5 Liter oder 4.360 Kubikzoll; daher die Typenbezeichnung. Er ist der letzte der P & W-„Wasp“-Serie und der Höhepunkt der Kolbenmotorenentwicklung von Pratt & Whitney. Er wurde aber erst nach dem Ende des Krieges in die letzte Generation von großen Propellerflugzeugen eingebaut, die bald durch strahlgetriebene Flugzeuge ersetzt wurden.

## Aufbau
Der R-4360 war ein vierreihiger luftgekühlter Sternmotor mit 28 Zylindern, wobei die Zylinder jeder Ebene zur besseren Kühlluftversorgung leicht versetzt angeordnet waren. Er war also kein Reihensternmotor, sondern ein Mehrfachsternmotor.
Ein mit sechsfacher Kurbelwellendrehzahl laufender Kompressor sorgte für die Verdichtung der Ansaugluft zur Motoraufladung, während ein 1:2-Getriebe die Propellerdrehzahl reduzierte, um die Blattspitzen nicht mit Überschallgeschwindigkeit laufen zu lassen.
Die vier Siebenzylinder-Sterne waren um jeweils 12,857° versetzt angeordnet (360° / 7 Zylinder / 4 Reihen), so dass die hinteren Zylinder zwischen den vorderen hindurchschauten und jeweils einen möglichst effektiven Luftstrom zur Kühlung abbekamen. Seine einteilige, fünffach gelagerte Kurbelwelle hatte vier Kröpfungen, die nacheinander um jeweils 192,857…° versetzt waren – die Hubzapfenversatzwinkel betrugen also 0° (1. Hubzapfen), 192,857° (2. Hubzapfen), 25,714° (3. Hubzapfen) und 218,571° (4. Hubzapfen). Dadurch ergab sich eine gleichmäßige Zündfolge (pro 25,714° Kurbelwellenumdrehung eine Zündung). Für einen ruhigen Lauf wurden die oszillierenden Massen an den Hubzapfen jeweils durch zwei feste und zwei bifilare Gegengewichte ausgeglichen. Als zweiventiliger Motor hatte der Wasp Major insgesamt 28 Einlass- und 28 Auslassventile, die stoßstangengesteuert waren. Die Zündung übernahmen zwei Zündkerzen pro Zylinder.

## Leistung

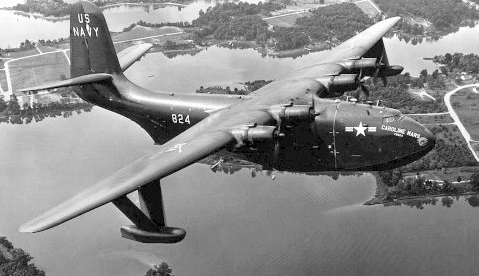
Die „Caroline Mars“ – das einzige Martin-Mars-Flugboot, das mit dem R-4360-4 ausgerüstet wurde

Die ersten Baureihen entwickelten 2200 kW (3000 bhp) Startleistung, während sie gegen Ende der Bauzeit bereits 2.834 kW (3800 bhp) abgeben konnten. Mit einem Gewicht von 1580 bis 1750 kg waren es effiziente Triebwerke mit einem geringen Leistungsgewicht, wie es von nur wenigen Motoren erreicht wurde. Ab 1947 arbeitete Pratt & Whitney am R-4360 VDT (variable discharge turbine), diese Variante sollte von einem Turbolader statt von einem Kompressor aufgeladen werden. Dadurch wurde der Teil der Motorleistung frei, die vorher vom Kompressor genutzt wurde; sie trug zu einer beträchtlichen Steigerung der Antriebsleistung auf 3.207 kW (4300 bhp) bei. Der R-4360 VDT wurde 1948 an einer Boeing B-50 im Flug erprobt. Entwicklungsprobleme und die großen Fortschritte in der Entwicklung der Strahltriebwerke führten jedoch zur Einstellung des VDT-Programms. Damit blieb die letzte und leistungsfähigste Entwicklungsstufe des R-4360 ein Prototyp und wurde nie an den dafür vorgesehenen Flugzeugen wie etwa der Convair B-36F oder Boeing B-54 verwendet.

## Einsatz

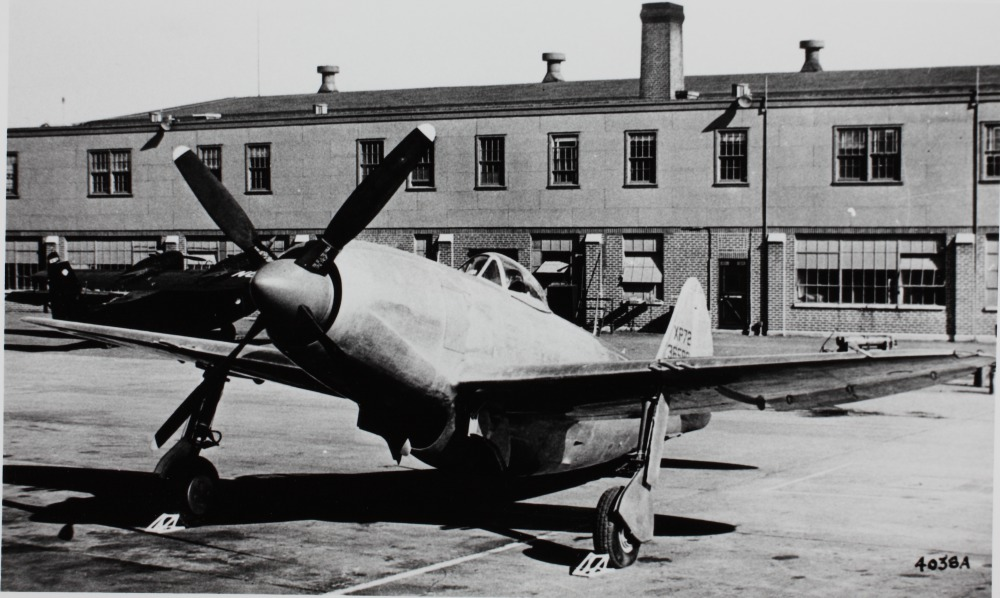
XP-72 "Super Thunderbolt"

Dieser Motorentyp wurde von 1944 bis 1955 in einer Gesamtanzahl von 18.679 Stück produziert. Sie waren ursprünglich für die Boeing B-29 Superfortress geplant, allerdings wurden diese bei Einsatz der R-4360 dann in B-50 umbenannt. 
Weitere Flugzeuge:
- Aero Spacelines Mini Guppy

- Aero Spacelines Pregnant Guppy

- Boeing 377 Stratocruiser

- Boeing B-50 Superfortress

- Boeing C-97 Stratofreighter

- Boeing KC-97 Stratofreighter

- Boeing XF8B

- Boeing XB-44 Superfortress

- Convair B-36

- Convair XC-99

- Curtiss XBTC

- Douglas C-74 Globemaster

- Douglas C-124 Globemaster II

- Douglas TB2D Skypirate

- Fairchild C-119 Flying Boxcar

- Fairchild XC-120 Packplane

- Goodyear F2G Corsair

- Hughes H-4 Hercules (Spruce Goose)

- Hughes XF-11

- Lockheed R6V Constitution

- Martin AM Mauler

- Martin JRM Mars

- Martin P4M Mercator

- Northrop YB-35

- Republic XP-72

- Republic XF-12 Rainbow

- SNCASE SE-2010 Armagnac

- Vultee XA-41

Das Triebwerk hatte aufgrund seines Aussehens auch den Spitznamen „corn cob“ (engl.: Maiskolben). Einziges weiteres Beispiel eines solchen Vierfachsternmotors ist der sowjetische Schwezow ASch-2K, der ebenfalls 28 Zylinder und Luftkühlung aufweist.

## Technische Daten R-4360-59B (Boeing KC-97F Stratofreighter)
(Quelle:)
- Bauweise: luftgekühlter 28-Zylinder-Vierfachsternmotor mit je sieben Zylindern in vier Ebenen
- Funktionsprinzip: ventilgesteuerter Viertakt-Ottomotor
- Aufladung: ein einstufiger Turbolader – Ladeluftkühler – ein Radialkompressor
- Propeller: Hamilton Standard 34G60
- Treibstoff: AvGas 115/145
- Hub: 152 mm
- Bohrung: 146 mm
- Hubraum: 71,5 Liter
- Verdichtung: 6,7:1
- Arbeitsdruck bei Startleistung und einem Brennstoffverbrauch von 1100 kg/h: ca. 16,22 bar
- Maximale Startleistung: 2600 kW (3500 bhp) bei 2700/min (2 bar Ladedruck)
- Höchste Dauerleistung: 2000 kW (2700 bhp) bei 2550/min (1,69 bar Ladedruck)
- Reiseleistung: 1300 kW (1735 bhp) bei 2100/min (1,25 bar Ladedruck)
- Kompressorübersetzung: 6,375:1
- Propellerübersetzung: 0,375:1
- Gemischbildung: Druckvergaser Bendix PR-100B3-4
- Zündverteiler: 4 × Scintilla S14RN-15
- Zündzeitpunkt: 20° vor OT (optional 30°)
- Turbolader: GE 7SBH-4B1 (BH-4)
- Trockenmasse: 1673 kg
- Durchmesser: 1397 mm
- Länge: 2451 mm
- spezifische Leistung: 36,12 kW/l
- Leistungsgewicht: 0,64 kg/kW
- spezifischer Verbrauch: 265 g/kWh